# Sawyers Valley
Sawyers Valley är en del av en befolkad plats i Australien. Den ligger i kommunen Mundaring och delstaten Western Australia, omkring 33 kilometer öster om delstatshuvudstaden Perth. Antalet invånare är 959.
Närmaste större samhälle är Mundaring, nära Sawyers Valley. 
I omgivningarna runt Sawyers Valley växer huvudsakligen savannskog. Runt Sawyers Valley är det ganska tätbefolkat, med 56 invånare per kvadratkilometer. Genomsnittlig årsnederbörd är 763 millimeter. Den regnigaste månaden är juli, med i genomsnitt 131 mm nederbörd, och den torraste är december, med 14 mm nederbörd.